# Argiolestes aurantiacus
Argiolestes aurantiacus är en trollsländeart som beskrevs av Friedrich Ris 1898. Argiolestes aurantiacus ingår i släktet Argiolestes och familjen Megapodagrionidae. Inga underarter finns listade i Catalogue of Life.